# Зубов, Платон Александрович
Граф (с 1793), светлейший князь (с 1796) Плато́н Алекса́ндрович Зу́бов (15 [26] ноября 1767 — 7 [19] апреля 1822, замок Руэнталь, Курляндия) — государственный деятель Российской империи, последний фаворит Екатерины II, генерал-фельдцейхмейстер (1793), начальник Черноморского флота (1796).
После смерти светлейшего князя Григория Потёмкина-Таврического стал генерал-губернатором Новороссии, президентом Коллегии иностранных дел, а к 1793 году — самым влиятельным, после Екатерины II, человеком в Российской империи.
Во внешней политике выступал за союз со Швецией и Пруссией, покровительствовал эмигрантам, бежавшим в Россию из революционной Франции. Один из организаторов третьего раздела Речи Посполитой, в результате которого вошёл в число крупнейших землевладельцев Литвы. Автор амбициозного проекта захвата Константинополя, ради реализации которого в 1796 году был организован Персидский поход. В годы фавора большую известность и влияние приобрели отец Платона Александровича, сестра Ольга Жеребцова и братья Николай, Дмитрий и Валериан, а также другие родственники и знакомые Зубовых.
После смерти императрицы Платон Зубов выступал сторонником передачи престола великому князю Александру Павловичу в обход его отца великого князя Павла Петровича. С воцарением последнего князь Зубов вместе с братьями оказался в опале и лишился всех должностей, — был отправлен в заграничный отпуск, а по возвращении заточён в собственном имении. В 1800 году, благодаря интригам своих сторонников, братья Зубовы были возвращены ко двору — Платон Александрович получил чин генерала от инфантерии и возглавил 1-й кадетский корпус. Активно участвовал в заговоре против Павла I и присутствовал при убийстве императора другими заговорщиками.
По восшествии на престол Александра I вновь стал одним из самых влиятельных людей в России и членом Непременного совета[уточнить], где предлагал проект конституции и ряд реформ, направленных на смягчение крепостного гнёта, некоторые из которых были осуществлены. Однако конституция так и не была принята, а через несколько месяцев князь Зубов вновь оказался в опале и, получив отпуск, уехал за границу. В последующие годы много путешествовал по Европе, время от времени появляясь в Санкт-Петербурге с различными проектами, некоторые из которых были утверждены Александром I. С началом Отечественной войны 1812 года, формально оставаясь в отпуске, был вновь призван к делам и часто появлялся на главной квартире армии, действующей против Наполеона. После 1813 года и до самой смерти жил почти безвыездно помещиком в своих латвийских имениях.

## Биография
Платон Зубов был третьим сыном небогатого дворянина Александра Николаевича Зубова и его супруги Елизаветы Васильевны (1742—1813), единственной дочери армии прапорщика Василия Воронова. Отец, управляющий имениями графа Николая Ивановича Салтыкова, многократно уличённый во взятках и лихоимстве, имел под конец жизни репутацию «бесчестнейшего дворянина во всём государстве». У Платона были старшие сёстры Анна и Ольга, старшие братья Николай и Дмитрий, а также младший — Валериан. Все дети Зубовых получили домашнее воспитание. Платон, по свидетельству современников, был довольно образован, обладал хорошей памятью, способностями и страстью к музыке — выучился неплохо играть на скрипке. Роста он был среднего, «гибок, мускулист и строен; у него был высокий лоб и прекрасные глаза».
Платону, как и всем его братьям прочили военную карьеру. В восемь лет он был записан сержантом в Семёновский лейб-гвардии полк. В 1779 году переведён вахмистром в Конную гвардию. Скаредный отец отпускал на содержание так мало средств, что будущему фавориту приходилось подрабатывать — его возили из конногвардейских казарм в 12-ю роту Семёновского полка «играть квартеты на скрыпке». 1 января 1784 года был произведён в корнеты по протекции графа Салтыкова, которому молодой человек приглянулся своей «скромностью и почтительностью». Ровно через год — в подпоручики, а ещё через два года получил чин поручика.
30 июня 1788 года началась война со Швецией — 36-тысячная неприятельская армия под личным предводительством короля двинулась через Финляндию на Санкт-Петербург. Однако из-за идущей на юге войны с Турцией войск близ столицы было недостаточно — так в каждом из гвардейских полков имелось лишь по одному батальону. Хотя и был объявлен срочный рекрутский набор, собрать удалось всего около 14 000 воинов. Поручик Зубов в числе прочих конногвардейцев отправился навстречу противнику. Однако, связанные осадой русских крепостей Нейшлота и Фридрихсгама, шведы не смогли развить наступление. Поэтому гвардия, так и не встретив неприятеля, простояла лагерем у Кнута и Выборга и в конце сентября возвратилась обратно в Петербург. 1 января 1789 года Зубов был произведён в секунд-ротмистры.

### Знакомство с императрицей
Весной 1789 года произошло охлаждение отношений между Екатериной II и её тогдашним фаворитом графом Александром Матвеевичем Дмитриевым-Мамоновым, ставленником князя Григория Александровича Потёмкина. До императрицы дошли сведения о том, что граф тяготится своим положением и вступил в тайную связь с княжной Д. Ф. Щербатовой. Зубов находился под покровительством графа Салтыкова, который принадлежал партии придворных, враждебной Потёмкину, но опасавшейся вступать с ним в открытую конфронтацию. Салтыков, разглядев в Зубове удобное средство поколебать значение при дворе князя Таврического, помог своему протеже оказаться в поле зрения императрицы, назначив его командиром отряда конногвардейцев, сопровождавшего Екатерину II в Царское Село.
В Царском Селе Зубов был приглашён Екатериной II к обеду, за которым благодаря привлекательной внешности, обаятельности, изящным манерам и умению держаться в обществе сумел ей понравиться. Вскоре, 18 июня, произошёл разрыв между императрицей и Дмитриевым-Мамоновым. На следующий день её секретарь Александр Васильевич Храповицкий записал в дневнике, что камердинер императрицы «Захар подозревает караульного секунд-ротмистра П. А. Зубова» в скором фаворитстве. Того же мнения придерживался и адъютант князя Потёмкина Михаил Антонович Гарновский.
21 июня 1789 года при посредничестве статс-дамы Анны Никитичны Нарышкиной (супруги обер-шенка Александра Александровича Нарышкина), камер-фрейлины А. С. Протасовой и камер-юнгферы М. С. Перекусихиной Зубов, «через верх проведённый», удостоился особого приёма у императрицы, «ввечеру был до 11-ти часов» в её покоях и с того времени проводил там каждый вечер. Через три дня, 24 июня, он получил 10 000 рублей и перстень с портретом императрицы, а 4 июля был произведён в полковники и пожалован в флигель-адъютанты Екатерины II. Поселился Платон Зубов, прозванный государыней «Чернявым» (фр. Noiraud), во флигель-адъютантских покоях Екатерининского дворца, которые специально предназначались для фаворитов, и где раньше поочередно размещались Потёмкин, Ланской и Дмитриев-Мамонов. Покои эти располагались на первом этаже флигеля, позже получившего название «Зубовского», а помещения второго этажа составляли личную половину самой императрицы. Это был новый флигель, возведённый в 1779—1785 годах по проекту Юрия Матвеевича Фельтена и отделанный в стиле классицизма под наблюдением Чарлза Камерона и Джакомо Кваренги.
В часы досуга Зубов нередко запускал бумажных змеев с царскосельских башен — занятие, которому Гавриил Романович Державин в своих стихах пытался придать значимость научного эксперимента. Он проводил аналогию с опытами Франклина, Беккари, Пристли и других учёных того времени по извлечению воздушного электричества посредством бумажных змеев, оклеенных поталью. Однако другие авторы полагают это лишь пустой «детской» забавой фаворита. Кроме того, много времени он проводил, играя с дрессированной мартышкой, или на охоте. Однажды, Платон Зубов со своей свитой расположился прямо на оживлённой дороге, ведущей из Санкт-Петербурга в Царское Село. Движение было полностью заблокировано в течение целого часа, пока молодой человек выжидал зайца.
П. В. Долгоруков, автор «Петербургских очерков», писал:

«Известно, что князь Платон Александрович Зубов был последним любовником Екатерины II... Зубову при кончине Екатерины было двадцать девять лет от роду; он был генерал-фельдцейхмейстером, Андреевским кавалером, светлейшим князем Римской империи, владельцем двадцати восьми тысяч душ крестьян и пользовался таким влиянием, что без него ничего не делалось: он возводил и низвергал сановников по воле-прихоти своей.»— Петр Долгоруков
В письмах Екатерины того времени постоянно упоминаются «милые дети» — братья Зубовы, их прямодушие, честность, благородство. Эти «милые дети» возвышались на служебной лестнице с необычайной быстротой, и прежде всех — Платон, которого императрица считала «перлом семейства», обладающим неизменно прекрасным характером. В августе Екатерина писала главнокомандующему Потёмкину в действующую армию:

«Мне очень приятно, мой друг, что вы довольны мною и маленьким Чернявым. Это довольно милое дитя, имеющее искреннее желание делать добро и вести себя хорошо; он вовсе не глуп, имеет доброе сердце и, надеюсь, не избалуется. Он сегодня одним росчерком пера сочинил вам милое письмо, в котором обрисовался, каким его создала природа».— 

### Соперничество с Потёмкиным
Императрица осыпала своего последнего фаворита милостями: 3 октября 1789 года Зубов получил назначение корнетом Кавалергардского корпуса с производством в генерал-майоры, 12 марта 1792 года произведён в генерал-поручики и назначен Её Императорского Величества генерал-адъютантом.
Потёмкин не видел в «резвуше» угрозы своему положению и ещё в начале 1790 года находился в самых добрых отношениях со всеми Зубовыми. Салтыков пытался с помощью Зубова ослабить влияние Потёмкина при дворе и в делах империи. В окружении Светлейшего находился информант фаворита — его родной брат Валериан. Он сообщал в Петербург о жизни и событиях потёмкинского двора, о чём сам князь конечно же догадывался.
В декабре 1790 года Потёмкин послал Валериана в столицу с известием о взятии Измаила: «Доложи Государыне, что я во всём здоров, только один зуб мне есть мешает; приеду в Петербург, вырву его». Потёмкин, по-видимому, понял, как сильна привязанность императрицы к новому фавориту. Неслыханный по блеску и роскоши праздник, устроенный им в Таврическом дворце в честь Екатерины явился жестом преданности князя своей императрице и символическим апофеозом их личного и политического союза. Через полгода после этого торжества Потёмкин скончался.
Фавор Зубова принёс его семейству не только экономические выгоды но и подъём по социальной лестнице в дворянском обществе империи. Их дворянский статус был украшен имперским титулом. По просьбе Екатерины император Священной Римской Империи Франц II 27 января (7 февраля) 1793 года возвёл сенатора, тайного советника Александра Николаевича Зубова и сыновей его Платона, Николая, Дмитрия и Валериана в потомственное графское Римской империи достоинство. На принятие означенного титула и пользование им в России в том же году последовало Высочайшее соизволение.

### Годы всевластия
Зубов стремился занять место Потёмкина не только в сердце императрицы, но и в государственных делах. Граф Завадовский писал о нём:

«из всех сил мучит себя над бумагами, не имея ни беглого ума, ни пространных способностей, коими одними двигать бы можно широкое бремя… Прилежен довольно и понятен, но без опытности посредственные дарования лишены успеха, чем медления в рассуждении дел приносит, чему, однако ж, никак не внемлет. Весьма прилежен к делам и, опричь оных, чужд всяких забав, но ещё нов, и потому бремя выше настоящих его сил».
Начиная с 1793 года к нему переходят многие из тех должностей, которые прежде занимал Потёмкин, а его влияние на дела империи неуклонно усиливается. В частности, 19 июля 1793 года светлейший князь Зубов назначен начальником над Черноморским флотом. 25 июля 1793 года назначен екатеринославским и таврическим генерал-губернатором, 19 октября 1793 года — генерал-фельдцейхмейстером и над фортификациями генерал-директором, 21 октября 1793 года — шефом Кавалергардского корпуса. В 1795 году назначен генерал-губернатором Вознесенского наместничества.

#### Вклад в модернизацию артиллерии
В 1793 году Зубов как генерал-фельдцейхмейстер выступает с инициативой создания конной артиллерии российских войск и получает одобрение императрицы. Дело в том, что на протяжении почти всего периода царствования императрицы Екатерины II в артиллерийском деле наблюдался застой. Артиллерия вооружённых сил продолжала существовать на принципах, заложенных ещё графом Шуваловым. Весь этот период продолжал действовать артиллерийский устав 1753 года с дополнениями 1759 года. И только с назначением генерал-фельдцейхмейстером графа Зубова произошли существенные сдвиги в плане общего состояния артиллерийского дела, запущена масштабная артиллерийская реформа и началась коренная реорганизация этого вида войск. Зубов приблизил к себе высококлассных специалистов и выдающихся теоретиков артиллерийского искусства.
Представление императрице проекта создания конной артиллерии и пояснение о её пользе в начале 1794 года завершилось успехом. Главной идеей, которой руководствовался граф Зубов при создании конной артиллерии в 1794 году, было использование её в качестве вспомогательного средства для усиления боевых возможностей кавалерийских частей ("предмет конной артиллерии состоит наипаче в том, чтоб подать коннице, в обращениях своих быстро и стремительно подвизающейся, такую же помощь, какую обыкновенная артиллерия подаёт пехоте, т.е. подкреплять нападение или защищать отступ оной»).
В январе 1794 года Канцелярия Главной артиллерии и фортификации сообщила генерал-поручику артиллерии Мелиссино, что “Его Сиятельство господин генерал-фельдцейхмейстер и кавалер граф Платон Александрович Зубов, желая видеть опыт конной артиллерии, какой доныне здесь еще введено не было, изволил относиться к вам о сделании исчисления, сколько для двух конных орудий потребно офицеров, артиллеристов и лошадей”. 30 января Мелиссино представил Зубову расчёт офицеров, нижних чинов и лошадей, необходимых для двух конных орудий. Также он просил Зубова поручить ему разработку конной экзерциции и обучение ей этих людей. Зубов согласился с его предложением и уже 13 февраля предписал «произвести первоначальной сей экзерциции опыт», а 16 февраля выпустил указ "Канцелярии главной артиллерии и фортификации" об отпуске всего необходимого для образования команды конной артиллерии.
Особое внимание Зубов уделил улучшению строевого обучения и модернизации существовавших артиллерийских орудий. Благодаря проведенным преобразованиям, артиллерия превратилась из оборонительного вида вооружения в наступательный.
Первые конно-артиллерийские части в России, 5 батарей по 14 орудий, были сформированы в 1794 году под руководством генерал-поручика П.И. Мелиссино, пользовавшегося особым покровительством князя Зубова как квалифицированный специалист в этой области. К 1796 году в составе российской армии было уже пять отдельных конных рот.
Зубов яро занялся перестройкой артиллерии и созданием конно-артиллерийских частей российской армии. В итоге, менее чем за полгода команда конной артиллерии была блестяще выучена Мелиссино и другими привлеченными Зубовым специалистами и произвела впечатление на императрицу, которая увидела полное оправдание самой идеи её создания. Утверждение В.Ф. Ратча о том, что Зубов заимствовал идею создания конной артиллерии у Павла Петровича, не выдерживает никакой объективной критики. Действительно, ещё в 1787 году наследник престола попытался сформировать в своём Гатчинском кирасирском полку команду полковой конной артиллерии, но таких полковых команд тогда было достаточно и в кавалерийских частях самой российской армии. В 1793 году когда, якобы Зубов «подсмотрел идею» у наследника, в единственной артиллерийской роте гатчинских потешных войск Павла Петровича было всего лишь одно отделение конной артиллерии, имевшее на вооружении две 3-х фунтовые пушки, которое придавалось к кавалерийским частям гатчинцев, выполняя функции полковой артиллерии. Только после того, как весной этого года в Гатчину были доставлены новые, специально изготовленные по заказу Павла орудия, конное отделение получило две укороченные облегчённые 6-фунтовые пушки. Эти самые новые 6-фунтовые пушки первоначально предназначались вовсе не для конной артиллерии, а для полевой, и только волей случая попали «по назначению». Зубов же изначально планировал вооружать именно конно-артиллерийские части 12-фунтовыми единорогами и наравне с ними 6-фунтовыми облегченными пушками. По утверждению Аракчеева, 6-фунтовые облегчённые пушки были приняты на вооружение в русской артиллерии, именно благодаря Зубову.
Менее чем через месяц, после того, как в конце августа 1794 года Мелиссино представил на смотр блестяще выученную команду конной артиллерии, Зубов 23 сентября пришёл в Кабинет к Екатерине II с обширным «Представлением» и «Мнением о пользе конной артиллерии», а также штатами конной артиллерийской роты. В данном «Мнении…» графа Зубова апеллирование к опыту других европейских стран, уже имевших конную артиллерию, было не фигурой речи, а настоятельной необходимостью, продиктованной текущими внешнеполитическими условиями. Первопричиной же было то, что Екатерина II усиленно готовилась к вступлению в войну против революционной Франции, и это было консолидированной позицией императрицы и фаворита.
«Представление» Зубова о создании конной артиллерии было одобрено Екатериной II и 29 сентября утверждено именным указом на имя графа Зубова. По этому указу отпускались деньги на формирование первоначально 5-ти рот конной артиллерии, и предусматривалось  последующее увеличение их числа в течение нескольких лет с 5 до 20 рот с 280 орудиями. К работе над артиллерией помимо Мелиссино Зубову также удалось привлечь Апрелева и Тучкова. С.А.Тучков писал, что "князь Зубов для сего предприятия желал иметь самых лучших и отличных офицеров..."

Официальный указ из Военной коллегии о начале формирования конной артиллерии последовал 7 февраля 1795 года. В первую очередь, людьми стали укомплектовываться две роты майора Фока и капитана Тучкова. Последний вспоминал, что формирование «...производилось под особым начальством князя Платона Зубова". К концу 1796 года все 5 рот конной артиллерии были практически сформированы, укомплектованы личным и конским составом, вооружены и обучены по специально созданной для конной артиллерии «Экзерциции…». Зубов запустил реформу артиллерии и подготовил почву для преобразований в армии графа А.А.Аракчеева. Впервые вместо двойной организации по штатам мирного и военного времени конные артиллерийские роты фактически получили один постоянный состав орудий. В результате, было сформировано пять компактных и мобильных конно-артиллерийских рот. Реформа Зубова-Мелиссино, несмотря на её скорую отмену вступившим после смерти Екатерины на престол Павлом, стала предвестником превращения российской артиллерии в одну из лучших в Европе.   

#### Роль во внешней политике
Также Зубов как фаворит императрицы и фактический руководитель дипломатического корпуса Империи стремился всячески оказывать финансовую и политическую поддержку французским эмигрантам, особенно членам королевской семьи, которым предлагал предоставить политическое убежище внутри страны, и убедил графа д’Артуа, обремененного долгами, переехать в Англию, где его ждала долговая тюрьма.
К 1794 году всё руководство внешней политикой и сношениями России с иностранными дворами перешло к Зубову, дипломатическая переписка императрицы проходила через его руки.

Все дела вершили три его секретаря: Альтести, Грибовский и Рибас. Как и его предшественники на посту царского фаворита Зубов был щедро одарен землями и крепостными. 18 августа 1795 года он получает поместья в новоприсоединённых польских областях — Шавельскую экономию в 13669 душ крепостных крестьян с доходом в 100 тысяч рублей. А вскоре, после присоединения Курляндского герцогства, Зубову был пожалован герцогский дворец Руэнталь, построенный Растрелли. На содержание Зубова императрица за 6 лет издержала больше государственной казны, чем на Потёмкина, который оставался её фаворитом в три раза дольше. Ростопчин писал: 

«Никогда преступления не бывали так часты, как теперь. Их безнаказанность и дерзость достигли крайних пределов. Три дня назад некто Ковалинский, бывший секретарем военной комиссии и прогнанный императрицей за хищения и подкуп, назначен теперь губернатором в Рязани, потому что у него есть брат, такой же негодяй, как и он, который дружен с Грибовским, начальником канцелярии Платона Зубова. Один Рибас крадет в год до 500 000 рублей».
Знаменитая фраза Ростопчина: «То, что крадёт один только де Рибас, превышает 500 000 рублей в год», конечно же, не соответствовала действительности — хотя Екатерина и утвердила пятилетние расходы на строительство в размере почти двух миллионов рублей, однако за 3 года с момента начала строительства, до отстранения де Рибаса, было потрачено около 400 000 рублей, да и де Рибас в частной переписке того времени постоянно жаловался на стеснённость в средствах.
Уверенный в расположении императрицы, Зубов уже в 1793 году не боялся давать поводы к ревности своими ночными прогулками. Та, хотя и ссорилась с ним из-за этого, но вскоре они и мирились — тогда Екатерина «срывала сердце» на тех придворных, кого подозревала в причастности к любовным интригам своего фаворита. В последний год жизни Екатерины он стал ухаживать за великой княгиней Елизаветой Алексеевной, женой будущего императора. Некоторые современники считали, что эта страсть фаворита якобы поощрялась самой государыней, сокрушавшейся, что у её внука не было детей и страстно мечтавшей о них. Другие — наоборот считали подобные слухи «самой ужасной клеветой».

«Кажется, припадки любви овладевали им большей частью после обеда, потому что он тогда только и делал, что вздыхал, растягивался на длинном диване с грустным видом и, казалось, погибал от тяжести, обременявшей его сердце. Его могли утешить и развлечь лишь меланхолические и сладострастные звуки флейты».— Адам Черторижский
Грамотой римского императора Франца II, от 22 мая (2 июня) 1796 года граф Римской империи Платон Александрович Зубов возведён, с нисходящим его потомством, в княжеское Римской империи достоинство с титулом светлости. На принятие означенного титула и пользование им в России в том же году последовало Высочайшее соизволение. Русский посол А. К. Разумовский, усиленно хлопотавший по этому делу в Вене, выбрал для Fürst von Subow девиз: meritis crescunt honores.
светлейший князь, генерал-фельдцейхмейстер, над фортификациями генерал-директор, над флотом Черноморским, Вознесенской лёгкой конницей и Черноморским казачьим войском главноначальствующий, Её Императорского Величества генерал-адъютант, Кавалергардского корпуса шеф , Екатеринославский, Вознесенский и Таврический генерал-губернатор, Государственной Военной коллегии член, Императорского Воспитательного дома почётный благотворитель, Императорской Академии художеств почётный любитель и орденов российских Св. Апостола Андрея, Св. Александра Невского, Св. равноапостольного князя Владимира I степени, королевских прусских Чёрного и Красного Орла, польских Белого Орла и Св. Станислава и великокняжеского голштинского Св. Анны кавалер.
По наблюдению Массона, предшественники Зубова, в особенности Потёмкин, немало расходовали на нужды империи, тогда как Зубов «никогда не истратил и рубля» для общества. За короткое время заведования Зубовым разными военно-административными должностями дисциплина в войсках заметно пала. Офицеры и даже нижние чины занимались щегольством в ущерб служебным обязанностям. Вне службы гвардейские офицеры ходили в бархатных кафтанах, атласных камзолах, кружевных жабо и манжетах. Император Павел недаром в своих строгих приказах по гвардейскому корпусу упоминал имя Зубова как синоним незнания правил службы и нерадения.
Желая прослыть великим политиком, Зубов представил императрице фантастический и неудобоисполнимый проект, направленный против Турции. Согласно его плану, одна русская армия должна была занять важнейшие торговые пункты между Персией и Тибетом, для установления сношений с Индией, затем, обратившись в другую сторону, перерезать все пути к Константинополю; другая армия, под начальством Суворова, должна была через Балканы и Адрианополь подойти к турецкой столице, которую в это время русский флот под личным главенством Екатерины осадит с моря. Плодом этих планов стал Персидский поход 1796 года, который возглавил 25-летний брат фаворита.
Персидский поход завершился славой русского оружия и грандиозными победами российской армии: взятие Дербента, завоевание Нахичеванского ханства и Кабарды, осада Решта и Баку, покорение Азербайджана и северной Персии. Поход оборвала только смерть императрицы.
Ещё одной важнейшей инициативой Зубова стал окончательный раздел Речи Посполитой, подавление восстания Тадеуша Костюшко и присоединение к России земель Западной Белоруссии, Литвы, Курляндии и всей Правобережной Украины (1793, 1795 гг.), что привело к резкому увеличению территории Империи и её народонаселения и ликвидации Польского государства на 150 лет.
Среди многочисленных проектов Зубова было в том числе присоединение Австрии и Пруссии к России и образование на их территории Австразии и Нейстрии, о которых он читал, особо увлекаясь средневековой историей.
Также Зубов был инициатором организации похода против революционной Франции во главе с Суворовым и одним из создателей первой антифранцузской коалиции. Он руководил всеми приготовлениями к походу и начал проводить реакционную политику в стране против "революционной заразы" (изъятие французских книг, запрет частных типографий, борьба с "вольнодумием", перлюстрации, арест Радищева и Новикова, усиление государственного контроля за книгопечатанием и общественным мнением, разгром масонских лож). Жестоким репрессиям подвергся и целый ряд других издателей и типографий. Несмотря на наступление реакции, Зубов тем не менее разрешил остаться в России французскому писателю и поэту Шарлю Массону, известному своими республиканскими взглядами и поддержкой якобинцев и оставившему позднее нелицеприятную характеристику самому Зубову в своих мемуарах о России.
Зубов проявил себя и как талантливый дипломат, выступая за заключение военного и политического союза с Швецией и Пруссией и за нормализацию торговых отношений с Англией в целях организации общего похода против Франции, поддерживая тесный личный контакт с британским послом Уитвортом. Зубов старался поддерживать хорошие контакты с польской шляхтой, а к 1795 году стал крупнейшим землевладельцем Литвы. Зубов стремился обеспечить консолидацию эмигрантских группировок и объединить их под общей координацией Петербурга для борьбы с французской революцией. Поддерживал Суворова (которому после взятия Варшавы ходатайствовал о присвоении чина фельдмаршала), покровительствовал Кутузову, варившему ему по утрам особый турецкий кофе.
В эти же годы Россия закрепила за собой первое место по выплавке чугуна и увеличила доходную часть имперского бюджета. Был построен ряд новых предприятий.
Ко всему прочему, Зубов активно поддерживал Эрмитаж, покровительствовал искусствам, продолжал процесс Генерального межевания земель и губернскую реформу, выступал за расширение прав дворянского сословия и увеличение привилегий императорской гвардии, открыл Публичную библиотеку в Петербурге (1795), продолжил многие потемкинские инициативы, содействовал развитию и обновлению Черноморского флота и освоению земель Причерноморья. По его инициативе в 1796 году крепостное право было распространено на земли Новороссии, что было естественной реакцией на требования помещиков и было необходимо для оформления на новоприсоединенных территориях сложившейся системы феодально-земельных отношений. Радениями Зубова и его соратника де Рибаса на месте турецкого Хаджибея был построен город-порт Одесса и развита экономическая инфраструктура в данном регионе. Одновременно за время заведования Зубовым различными военно-административными должностями несколько упала дисциплина в армии. В политической и экономической сфере расцвела коррупция. Выросла внешняя задолженность государства. Свирепствовала инфляция. Финансы Империи были расстроены из-за непомерных расходов на содержание государственного аппарата, императорского двора и преимущественно на военные нужды и геополитические амбиции. Назрел кризис крепостнической системы в силу дальнейшего становления в России буржуазного общества и капиталистического уклада. Экономические меры зубовского Кабинета явно не соответствовали требованиям времени, а экономика продолжала носить экстенсивный характер развития. Правительство Зубова оказалось невосприимчиво к веяниям времени и занималось сугубо военными и внешнеполитическими вопросами и придворными клановыми разборками, оставляя вне приоритетного поля внимания вопросы экономики и финансовой системы, что во многом было обусловлено постоянными военными конфликтами, шедшими на российских границах (Польша, Швеция, Персия, Турция), характером существовавшей системы власти и молодостью самого фаворита, не погруженного до конца в вопросы внутриэкономического развития государства, оставляя их на попечение своих опытных секретарей.
Под руководством Зубова российская дипломатия заключила Ясский мирный договор с Турцией (1792), по которому к России отошла территория между Бугом и Днестром с крепостью Очаков, а земли Крыма, Причерноморья и Кубани были закреплены за российской императрицей. Также был значительно омоложен дипломатический корпус, приходило новое поколение дворянской элиты.
В это время Зубов приготовил новый проект и в рамках реализации военно-политического союза с Швецией, что было составной частью его внешнеполитической концепции, занялся бракосочетанием внучки Екатерины Александры с королём шведским. Но этот проект провалился, причём в самый последний момент, когда весь двор уже собрался для церемонии обручения. Внезапным отъездом короля из Петербурга был огорчён и сам Зубов, ибо на другой день после обручения ему предполагалось пожаловать чин фельдмаршала за заслуги перед Отечеством.
К 1796 году клан Зубовых достиг невиданного доселе политического могущества и во время болезней Екатерины Платон стал часто подменять её и осуществлять общее руководство государством, превратившись в всесильного временщика. К концу 1796 года Зубов занимал до 36 различных постов и должностей, будучи в зените своего величия и славы. Культ постельного фаворита достиг своего пика. В канцелярии Зубова решались все ключевые вопросы и вырабатывались итоговые государственные решения.

### Опала при Павле
Смотри и всяк, хотя б чрез шашни

Фортуны стал кто впереди,

Не сплошь спускай златых змей с башни

И, глядя в небо, не пади.
В ноябре 1796 года неожиданная смерть императрицы разбила в прах положение Зубова. Приезжавшие во дворец демонстративно не желали приветствовать его. У ложа умирающей Екатерины при входе наследника Зубов упал к его ногам в слезах. Павел I ласково успокоил его словами: «Друг матери моей будет всегда и моим другом».
Оставленный инспектором всей артиллерии, Зубов из царского дворца переехал жить к своей сестре, Ольге Жеребцовой, но пробыл там всего неделю. Павел I купил для него за 100000 руб. дом Мятлева, что на Морской, приказал отделать его как дворец, снабдить его столовым серебром и золотым прибором, экипажами и лошадьми и подарил всё это Зубову накануне дня его рождения. В самый же день рождения (15 ноября 1796 г.) венценосная чета навестила Зубова и кушала у него вечерний чай. Когда Зубов, встретив гостей, упал к их ногам, Павел поднял его и сказал: «Кто старое помянет, тому глаз вон». Поздравление носило непринуждённый характер. Подняв бокал с шампанским, Павел сказал Зубову: «Сколько здесь капель, столько желаю тебе всего доброго». Потом обратился к императрице: «Выпей всё до капли». Опорожнив бокал, он разбил его. За чаем он сказал Марии Фёдоровне: «Разливай! У него ведь нет хозяйки».
Тем не менее для всех было очевидно, что на Зубовых и их окружение надвигается опала. Альтести был выслан в Киев и посажен в крепость, а Грибовский заключён в равелин Петропавловской крепости. Уже 29 декабря последовал следующий Высочайший указ: «За приведение в несостояние Сестрорецких оружейных заводов, оказавшихся таковыми по случаю неотделки лейб-гвардии на Преображенский полк ружей, а потом Конной гвардии разных вещей, взыскать с генерал-фельдцейхмейстера кн. Зубова такую сумму, какая артиллерийскою канцеляриею исчислена и Сенату представлена будет». Начёт достиг суммы в 50 тысяч рублей. Весьма скоро Зубову велено было выехать за границу, а имения его были отобраны в казну. Во время своего пребывания за границей Зубов сблизился с дипломатом Н. П. Паниным, с которым вместе вошёл в заговор против Павла.
Осенью 1798 года Зубову было приказано вернуться в Россию. Приехав в Вильну, он испросил дальнейших приказаний. В ответ было получено письмо от князя Лопухина с советом поселиться в своём имении во Владимирской губернии. Там вместе с братом Валерианом он оказался под надзором губернатора Рунича, который (07.06.1799) получил приказание поступать с Зубовыми «по законам, об иностранцах изданным, только с тем, чтобы они без воли вашей никуда не отлучались, а буде захотят отойти вовсе, то предуведомить». Когда до столицы дошли слухи о том, что Зубов переводит деньги за границу, император (14.10.1799) повелел Руничу доносить всякий раз, когда до сведения его «касательно сих переводов что-нибудь дойдёт; равномерно и о получении денег из-за границы».
Свои конфискованные имения Зубов получил обратно 4 декабря 1800 года благодаря ходатайству нового временщика Кутайсова, которого прельстили обещанием, что светлейший князь женится на его дочери. Зубов и в самом деле написал к нему письмо с подобной просьбой. Польщённый Кутайсов оказал необходимое содействие, хотя и нелегко было сломить предубеждение Павла против Зубовых. Примерно тогда же (23 ноября) Зубов был назначен директором Первого кадетского корпуса, с переименованием в генералы от инфантерии. 25 февраля 1801 года, за несколько недель до своего убийства, Павел назначил Зубова шефом того же корпуса.
Ощущая всю шаткость своего положения, Платон Зубов вместе с братом Николаем и сестрой Ольгой участвовал в подготовке и осуществлении убийства императора. В роковую ночь заговорщики поднялись по маленькой лестнице у Рождественских ворот Михайловского замка. В последний момент Зубов вдруг пал духом и предложил возвратиться назад, но Беннигсен остановил его, схватив за руку: «Как! вы завели нас сюда, а теперь хотите уйти?» Платон Зубов одним из первых ворвался в спальню. Павел, разбуженный шумом, успел спрятаться за экраном, стоявшим у кровати. «Мы погибли!» — вскричал Зубов, увидя пустую кровать. Но Беннигсен нашёл Павла и заявил ему: «Государь, вы арестованы». Павел не ответил ему, но, обратившись к Зубову, сказал: «Что вы делаете, Платон Александрович?» Тогда, рассказывает Коцебу, князь Зубов выступил вперёд и, сохраняя почтительный вид, сказал: «Мы пришли от имени родины просить Ваше Величество отказаться от престола, потому что на Вас находят иногда моменты умопомрачения. Неприкосновенность Вашей личности и приличное содержание гарантируются Вашим сыном и государством». С этими словами он вынул из кармана акт отречения, предлагая его подписать, но Павел стал сопротивляться. В происшедшей затем жестокой борьбе Зубов не принимал участия. Рассказывали, будто бы Платон Зубов, повернувшись спиной и барабаня по оконному стеклу, заметил только нетерпеливо: «Боже мой, как этот человек кричит! Это невыносимо!».
О случившемся Зубов отправился известить великого князя Константина. В час ночи Зубов пьяный вошёл к нему в комнату и, грубо сдернув одеяло, сказал: «Ну, вставайте, идите к императору Александру; он вас ждёт». Так как великий князь не сразу понял, в чём дело, то Зубов потащил его за руку и поднял с постели, заставив одеться и следовать за собой. Когда рассвело, князь Зубов обратился к императрице с предложением, чтобы она переехала из Михайловского замка в Зимний дворец. Императрица в горести накинулась на него: «Чудовище! Варвар! Тигр! Это жажда власти довела вас до убийства вашего законного государя».

### Годы скитаний
По воцарении императора Александра I князь Зубов некоторое время играл видную роль и пользовался влиянием. Если при Екатерине он ратовал против «ужасов» революции, то в 1801 году «ходил с конституцией в кармане». Уловив либеральное течение, подал проект освобождения крестьян (будучи сам далеко не мягким помещиком). 30 марта 1801 года был учреждён Непременный (Государственный) совет, и Зубов был назначен его членом. 27 ноября он был назначен членом вновь учреждённой Комиссии для устройства Новороссийского края.
Положение Зубова, однако, было очень непрочным. Александр не мог окружать себя деятелями, причастными к смерти его отца, не компрометируя своей особы, да и полагаться на них вполне он не мог. Рассказывают, когда Платон Зубов стал замечать, что его положение пошатнулось, ему пришла мысль пойти к великому князю Константину Павловичу оправдаться в том, что он дерзнул поднять руку на императора. Великий князь отвечал ему: «Ну, князь, qui s’excuse — s’accuse» и повернулся к нему спиной.
Зубов вместе с братом Валерианом был подвергнут надзору тайной полиции. Этот надзор осуществлялся крайне бесцеремонно. Люди князя Зубова, стоявшие на запятках экипажа своего господина, насмехались над агентами надзора, открыто следовавшими за ними в санях. Эта бестактность полиции заставила Валериана Зубова в личной аудиенции пожаловаться Александру І на проявленное к ним недоверие. Поведение полиции обсуждалось даже в Негласном комитете, вызвав негодование его членов. Чувствуя холодность монарха, Зубов попросил о заграничном отпуске, который и был разрешён ему 24 декабря 1801 года. В последний раз принял участие в заседании Государственного совета два дня спустя.
Местом своего заграничного пребывания Зубов поначалу выбрал Вену, куда и прибыл летом 1802 года. Здесь он нашёл тёплый приём в доме графа А. К. Разумовского, которому в прежние годы не раз помогал сохранить пост посла в Австрии. Приезд его возбудил в Вене всеобщее внимание: недавнее величие фаворита ещё не было забыто. Он постоянно появлялся на приёмах у Разумовского, бывал у секретарей посольства.

По дороге, в Варшаве, Зубов подвергся оскорблениям со стороны поляков, справедливо видевших в нём одного из главных виновников раздела Польши. Несмотря на охрану отряда солдат, его коляска была закидана камнями. Польский генерал-лейтенант Игнацы Гельгуд, выражая Зубову враждебное чувство всех поляков, послал ему письменный вызов на дуэль. Зубов оправдывался от обвинений в причастности к падению Польши, от вызова же пока отказывался, ссылаясь на болезнь и на необходимость предварительно окончить другое дело чести в Вене, после чего он выражал готовность удовлетворить и требование Гельгуда. 
Это второе дело состояло в вызове со стороны шевалье де Сакса, двоюродного брата казнённого Людовика XVI, который он получил ещё в 1795 году. Несмотря на попытки принца де Линя уладить конфликт, дуэль эта состоялась. Во время переговоров Зубов «тихо и смиренно» навещал сотрудника посольства Рибопьера, который рассказывает, «как мало было твёрдости в этом любимце счастья». Правда, он шёл на поединок, но он не мог иначе поступить после полученных им от шевалье публичных оскорблений, и на поединок этот он шёл, «как слабая женщина, приговорённая к мучительной операции». Царапина, полученная на этой дуэли, дала ему повод долгие месяцы носить руку на шёлковой перевязи, изображая из себя инвалида.
Между тем в Вену успел пробраться без паспорта из Варшавы и Гельгуд. Он, в свою очередь, стал осаждать Зубова, так что Разумовский счёл необходимым обратиться за содействием к полиции, которая принятыми мерами предупредила возможность публичной сцены, но не могла помешать широкой огласке этого факта. Решительно желая избегнуть новой дуэли, Зубов просил у императора разрешения возвратиться в Россию, но получил отказ (1 июля 1802 г.). Тогда Зубов бежал из Богемии под охраной австрийского полицейского чиновника, несколько раз изменяя направление своего пути и переменяя экипажи, чтобы лучше скрыть свои следы.
В октябре 1802 года возвратился в Россию. С января 1803 года поселился в Москве, причём в начале этого же года написал Александру I письмо, где высказал желание освободить своих крестьян; однако в конце концов своего обещания не исполнил. В феврале 1804 года приехал в Петербург. Здесь он подал новый проект об устройстве в губерниях военных корпусов для воспитания в них детей дворян. Проект был утверждён, и учреждена комиссия для составления положения «о вышних и губернских корпусах».
Подробности жизни Зубова в годы наполеоновских войн известны плохо; по обрывочным сведениям можно заключить, что он по-прежнему не был чужд амурных похождений, ибо прижил за это время пятерых внебрачных детей. 11 сентября 1805 года Зубов принимал императора Александра в своём витебском имении Усвяте в доме, где прежде останавливалась и Екатерина. В память этого события он воздвиг обелиск. В 1807 году император, проезжая через имение Зубова в Шавельском уезде, обратил внимание на бедственное положение принадлежащих тому крестьян, большая часть которых нищенствовала и попрошайничала вместо того, чтобы заниматься сельскохозяйственными работами, а многие болели и умирали из-за скудного и некачественного питания. Александр I пригрозил Зубову через своих приближённых, что будет вынужден преследовать его по закону, если князь не обеспечит крестьян хлебом для еды и посевов: «Ежели честь и самый долг, законами налагаемый, требует, дабы и беднейшие из помещиков кормили и призирали крестьян своих в трудные и бесплодные годы, — то тем более предосудительно одному из богатейших доводить их до такой крайности».
В 1809 году Зубов жил некоторое время в Москве. В 1812 году он был призван к делам, хотя официально числился в отпуске.  В числе прочих убеждал государя отказаться от личного участия в военных действиях 1812 года; весь следующий год провёл за границей. Периодические появления в стане русской армии «генерала от инфантерии» П. А. Зубова, не имевшего вообще никакого боевого опыта, вызывали недоумение военачальников.

### Литовский помещик
С 1814 года жил в местечке Янишки Шавельского уезда, Виленской губернии, откуда было удобнее управлять западными имениями. Мелкопоместную и безземельную шляхту (однодворцев) он обращал в крепостных. В 1810 году Зубов приобрёл исторический замок Раудан, или Красный, в 60 верстах от Тильзита. У него было до 30 000 душ крестьян, заселявших его многочисленные деревни с пахотной землёй, лесами и другими угодьями. Полевое хозяйство было правильно организовано, оборудованы конские заводы, выводившие прусскую породу лошадей. Не доверявший никому, Зубов входил в каждую хозяйственную мелочь.
Обладая огромным состоянием, в последние годы жизни отдался увеличению своего богатства, входил в подряды, промышлял контрабандой, барышничал. Скаредность его дошла до крайних пределов: жил он экономно, одевался плохо. В разговоре часто употреблял без толку поговорку «так ему и надо!» В округе рассказывали, как Зубов спускался в подвалы своего замка в Янишках и, подобно скупому рыцарю, любовался своими сокровищами (лишь серебряной монеты после него осталось свыше 20 млн руб.). Седой, сгорбленный, в 50 лет Зубов казался дряхлым стариком. В последние годы его преследовала боязнь смерти. При слове «смерть» он менялся в лице, уходил в комнаты и запирался в своей спальне, не показываясь по два и по три дня; звон погребального колокола был для него невыносим.
За год до смерти Зубов воспылал страстью к Текле Валентинович (1801—1873), 19-летней дочке небогатой литовской помещицы, владевшей усадьбой в 30 душ крестьян. Он встретил её вместе с матерью в Вильне на конской ярмарке осенью 1821 года. Через управляющего Зубов предложил за любовь дочери «знатную денежную сумму», но предложение было с негодованием отвергнуто. Через некоторое время пани Валентинович вместе с дочерью сама приехала в Янишки, якобы в костёл на богомолье. Зубов встретил красавицу вновь и на этот раз сделал формальное предложение. По желанию тёщи, он отписал невесте по брачной записи миллион рублей.
После женитьбы Зубов перебрался из Литвы в курляндское поместье Руэнталь, где 7 апреля 1822 года он скончался, на 55-м году жизни. Его единственная законная дочь, Александра, родилась через три недели после его смерти, умерла 27 февраля 1824 года и похоронена рядом с отцом. Унаследовав по смерти мужа значительное состояние, княгиня Зубова переехала в Вену, где блистала в свете; 12 ноября 1826 года в Петербурге она вышла второй раз замуж за графа Андрея Шувалова.
Обширные литовские имения вокруг Шяуляя (Шавли) достались в наследство потомству его брата Дмитрия, кроме замка Раудан, отданного Зубовым в приданое за побочной дочерью Софьей Платоновной (1800—1880), бывшей в первом браке за бароном Карлом Пирхом, а во втором за сенатором П. С. Кайсаровым. Женолюбивый Зубов имел от других связей ещё нескольких побочных детей, носивших фамилию Платоновых: Надежда (1807—1883), замужем (с 2 мая 1823 года) за графом Александром Менгденом; Александр (1806—1894, царскосельский предводитель дворянства); Константин (1807—1889, действительный статский советник); Валериан (1809—1893, сенатор и тайный советник), Никанор (1814—1884). Как заботливый отец, князь Зубов позаботился обо всех и на каждого положил в банк по миллиону рублей ассигнациями.
П. А. Зубов был похоронен в семейном склепе Зубовых в Сергиевой Приморской пустыни, в крипте церкви святого мученика Валериана, построенной по проекту Луиджи Руска в 1809 году. В той же крипте (снесённой в советские годы) похоронены также его братья Николай и Валериан Зубовы; всего в семейной усыпальнице графов Зубовых к началу XX века насчитывалось двадцать семь захоронений. Над входом в усыпальницу была помещена доска из чёрного мрамора, на которой вызолоченными буквами написано: «Храм вечного упокоения роду светлейшего князя и графов Зубовых сооружён в 1809 г.».

## Награды
Современник князя Зубова Шарль Массон, писал, что у того было столько наград, что он был похож «на продавца лент и скобяного товара».
Российские
- 3 февраля 1790 года — пожалован орденом Св. Анны.
- 8 сентября 1790 года — орден Св. Александра Невского.
- 23 июля 1793 года — награждён портретом императрицы и орденом Св. Андрея Первозванного.
- 1 января 1795 года — пожалован орденом Св. Владимира I степени.
- 1795 год — награждён портретом императрицы Екатерины II с крупными солитёрами.

Иностранные
Июль 1790 года — прусские ордена Чёрного и Красного орлов; польские Белого орла и Св. Станислава.

## Отзывы
Образ Зубова, оставленный его современниками и определяющий до сих пор взгляд на него в литературе и историописании, содержит множество нелестных характеристик. Зубов на самом деле не пользовался уважением среди старых екатерининских вельмож. Этот факт можно отнести с одной стороны к личным качествам фаворита, с другой стороны к особенностям его положения при дворе стареющей императрицы. В годы его фавора началась смена поколений в вельможных и связанных с ними ведомственных кругах империи. Расстановка сил при дворе и положение Зубова осложнялись личной враждой между Екатериной и её сыном и наследником великим князем Павлом Петровичем. Вельможи лавировали между «большим» двором и двором великого князя, осознавая, что чрезмерное заискивание перед фаворитом может обернуться для них опалой в случае воцарения Павла. Царедворцы оставили нелестные отзывы о Зубове, что, впрочем, явилось участью многих фаворитов и не только екатерининских. Ростопчин уподобляет его «мальчишке, осмеливающемуся представлять собой Нерона, которому трепещущий сенат воскуряет фимиам».
По мнению князя Адама Чарторыйского, Платон Зубов:

был ещё довольно молодой человек, стройный, приятной наружности, брюнет, на лбу его хохолок был зачёсан вверх, завит и немного всклокочен; голос он имел звонкий, приятный. Ежедневно, около одиннадцати часов утра, происходил выход в буквальном смысле этого слова. Огромная толпа просителей и придворных всех рангов собиралась, чтобы присутствовать при туалете графа. Улица запруживалась, совершенно так, как перед театром, экипажами, запряжёнными по четыре или по шести лошадей. Иногда, после долгого ожидания, приходили объявить, что граф не выйдет, и каждый уходил, говоря: до завтра. Когда же выход начинался, обе половины дверей отворялись, к ним бросались наперерыв все: генералы, кавалеры в лентах, черкесы, вплоть до длиннобородых купцов.
Неоднозначно складывались отношения Зубова с фельдмаршалом Суворовым. Сперва Суворов открыто говорил, что приказания зазнавшегося фаворита вызывают у него смех: «Ко мне — штиль ваш рескриптный, указный, повелительный, употребляемый в аттестованиях?.. не хорошо, сударь!».
Впрочем, в дальнейшем Суворов выдал свою дочь за брата фаворита. Полагаясь на это родство, Зубов 15 декабря 1795 года принимал старика-фельдмаршала в Зимнем дворце по-домашнему, в сюртуке. Тогда Суворов принял фаворита в одном нижнем белье, когда тот явился с ответным визитом.
В конечном итоге, Суворов описывал Зубова следующим образом:

«Добрый человек: тих, благочестив, бесстрастен по природе, как будто из унтер-офицеров гвардии; знает намёку, загадку и украшается как угодно-с; что называется в общенародье лукавый, хотя царя в голове не имеет.»— 

## В кино
- «Асса» (1987) — Кирилл Козаков
- «Бедный, бедный Павел» (2003) — Андрей Чуманов
- «Золотой век» (2003) — Максим Федосеев
- «Адъютанты любви» (2005) — Евгений Власенко
- «Фаворит» (2005) — Евгений Иванов
- «Екатерина. Фавориты» (2023) — Никита Крахмалёв
- "Александр I" (2025) - Артём Ткаченко

## В искусстве
- Н. М. Молева. «Платон Зубов» (2002)

## Герб
Платон Александрович Зубов от Римского императора Франца Второго пожалован в 1793 году Февраля 7-го дня Графом, а 1796 года Июня 2-го дня – Князем Римской империи. Герб Римской империи князя Зубова внесён в Часть 6 Общего гербовника дворянских родов Всероссийской империи, стр. 4.
Описание герба
На щите, разделённом на восемь частей, посредине находится малый щиток, разрезанный горизонтально надвое, в коем в верхней части, в правом красном поле, серебряный полумесяц, рогами обращённый в правую сторону, и серебряная же пятиугольная звезда. В левом голубом поле рука в серебряных латах, держащая вверх поднятый меч; возле сей руки колчан с серебряными стрелами, поставленный внизу, на золотом луке. В нижней части, в золотом поле, три голубые лилии. Сей малый щиток, покрытый зелёным и серебряным намётом, имеет на поверхности увенчанный золотой шлем.
В первой части главного щита, на золотом поле, чёрный двуглавый орёл. Во второй части, в чёрном поле, рука в золотых латах, бросающая громовые стрелы. В третьей части, в красном поле, серебряный полумесяц и серебряная же пятиугольная звезда. Четвертая часть разрезана диагонально на два поля, золотое и красное, в коих находится ездок, скачущий на коне, переменяющем вид свой на золоте в чёрный цвет, а на краске – в серебро. Ездок держит в правой руке меч, а в левой руке – щит с Патриаршим крестом.
В пятой части, разделённой диагонально к правому нижнему углу на два поля, золотое и красное, изображён одноглавый орёл, переменяющий вид свой на краске в серебро, а на золоте – в чёрный цвет. В шестой части, в голубом поле, рука в серебряных латах, с мечом, и возле оной поставлен колчан с серебряными стрелами на золотом луке. В седьмой части, в правом золотом поле, ручное зеркало, проходящее сквозь гражданскую красного цвета корону. В левом чёрном поле змий, имеющий во рту золотую масличную ветвь и меч, который он обвивает своим хвостом. Восьмая часть по голубому и красному полям разделяется шестиполосным стропилом, составленным из золота и чёрного цвета, на поверхности которого видна золотая корона, а внизу, в красном поле, изображена серебряная птица с ветвью во рту, стоящая на таковой же ветви, и сквозь оную виден продетый ключ.
На щите поставлены три увенчанных шлема: первый серебряною Графскою короною, второй золотою Княжескою шапкою, над коей парит Римский императорский чёрный орёл, имеющий на груди коронованный малый щиток красного цвета с серебряною, горизонтально означенною полосою, окружённый золотою цепью, а в лапах держащий серебряный меч и золотой скипетр. Третий шлем железный, увенчан дворянскою короною. Намёт на щите серебряный и золотой, подложенный красным, чёрным и голубым цветами. Щит держат с правой стороны сарматский всадник, а с левой стороны – воин, облечённый в латы. Щит весь покрыт мантиею и шапкою, принадлежащими Княжескому достоинству, с приложенною внизу подписью: NON SIBI, SED IMPERIO.